# Ruhrschleuse Duisburg
Die Ruhrschleuse Duisburg am Ruhrwehr Duisburg ist die letzte Schleuse der Ruhr vor der Mündung in den Rhein bei Gewässerkilometer 2,5.
Parallel zu ihr liegt im Rhein-Herne-Kanal (Abkürzung RHK) die Schleuse Meiderich. Beide Schleusen sind nur einfach ausgeführt und wickeln gemeinsam den Verkehr aus dem RHK, der Ruhr und dem Ruhrschifffahrtskanal (Abkürzung RSK) in und aus Richtung Rhein ab. Dies funktioniert, da einige hundert Meter flussaufwärts hinter den beiden Schleusen der RHK und die Ruhr (bzw. der RSK) ohne Staustufe miteinander verbunden sind.

## Schleuse
Die von der Schleuse Duisburg-Meiderich ferngesteuerte Anlage hat eine Nutzlänge von 311,00 Meter und eine Nutzbreite von 12,80 Meter. Sie ist konzipiert für die Binnenwasserstraße der Klasse Vb für das Große Rheinschiff im Schubverband. Über sie sind sowohl der Rhein-Herne-Kanal und als auch der Rhein-Ruhr-Hafen erreichbar (via RSK mit der Ruhrschleuse Raffelberg).
Die Ruhrschleuse wird jährlich von etwa 9.000 Schiffen genutzt. 

## Wasserstraßennetz

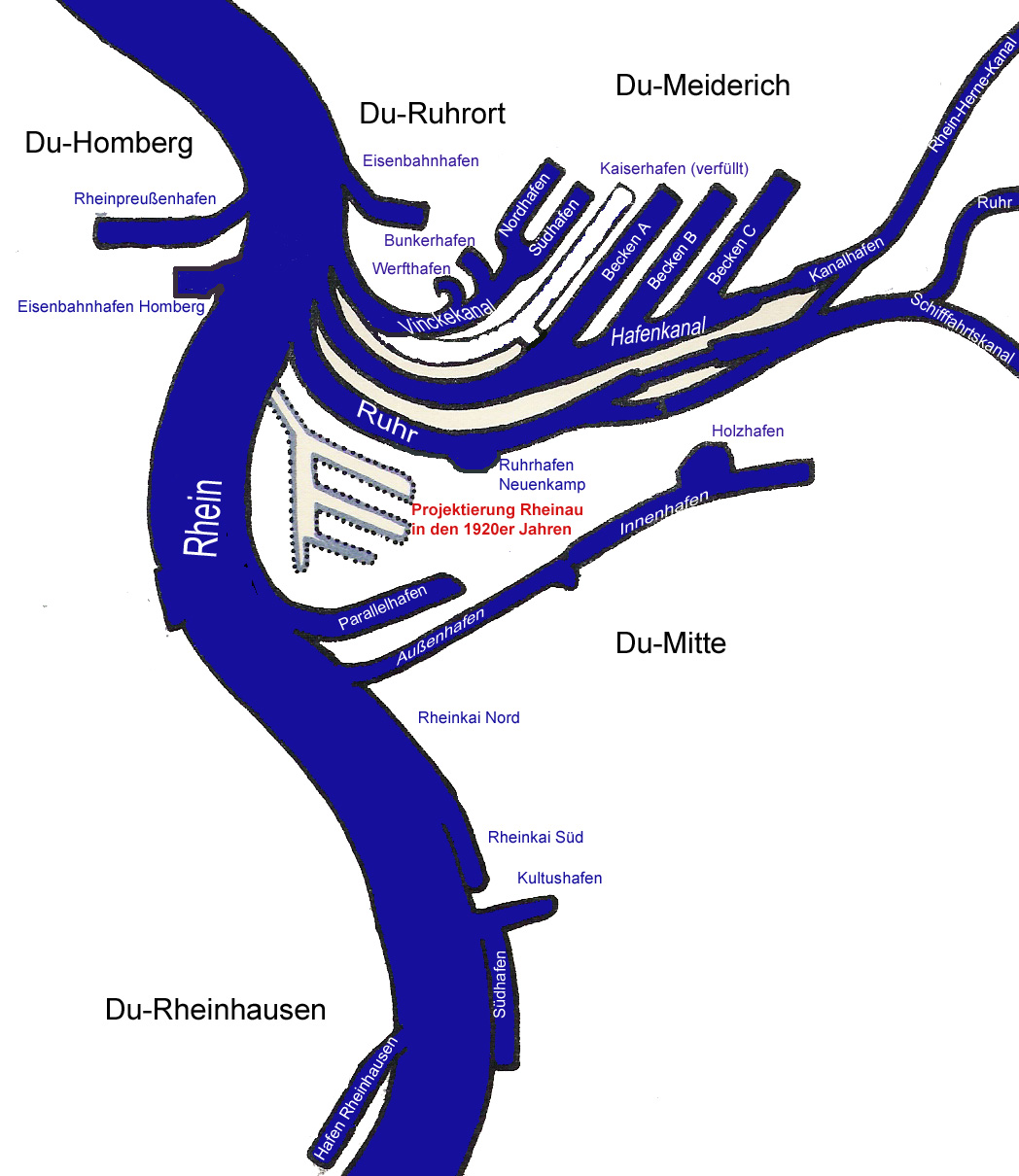
Wasserstraßennetz in Duisburg

Für die Ruhrschifffahrt wurde Ende des 18. Jahrhunderts die Ruhr bis Fröndenberg-Langschede durch Schleusen schiffbar gemacht. Zeitweise war der Fluss die meistbefahrene Wasserstraße Europas. Die kommerzielle Ruhrschifffahrt endete jedoch mit dem Aufkommen der Eisenbahn Mitte des 19. Jahrhunderts. 
Zur Steigerung ihrer Wirtschaftskraft beschloss die Stadt Mülheim, einen Hafen anzulegen und eine direkte Verbindung zum Duisburger Hafen zu schaffen. Dazu erhielt die Ruhr zwischen den Häfen ein neues Bett, da die ursprüngliche Ruhrführung für die großen Rheinschiffe ungeeignet war. Die Bauzeit betrug zwölf Jahre von 1942 bis 1956. Das Gefälle von rund zehn Metern zwischen den Städten wurde durch zwei neue Schleusen ausgeglichen. 
Der Rhein-Ruhr-Hafen in Mülheim an der Ruhr wird über den Ruhrschifffahrtskanal angefahren, denn hier verläuft die Ruhr in weiten, für die Binnenschifffahrt ungeeigneten Schleifen.
Der Rhein-Herne-Kanal (RHK) zweigt am Kanalhafen Richtung Norden ab. Über ihn kann der Schleusenpark Waltrop erreicht werden, wo der Rhein-Herne-Kanal endet und in den Dortmund-Ems-Kanal übergeht. Er führt weiter nach Norden bzw. durch die Schleuse als Stichkanal nach Südosten in den Hafen Dortmund. Über den DEK nach Norden kann das Kanaldreieck in Datteln erreicht werden, dort zweigen der Datteln-Hamm-Kanal (DHK) in Richtung Osten und wenig weiter nördlich der Wesel-Datteln-Kanal nach Nordwesten ab.
Die Duisburg-Ruhrorter Häfen im Stadtteil Ruhrort liegen zwischen der Schleuse Meiderich und dem Rhein.